# Asocijativna algebra
Asocijativna algebra je jedna od najčešće korištenih algebarskih struktura u matematici. 
Neka je {\displaystyle k} komutativni prsten s jedinicom. Pod neasocijativnom {\displaystyle k}-algebrom podrazumijevamo par {\displaystyle (A,m)} u kojem je {\displaystyle A} modul nad {\displaystyle k} i {\displaystyle m:A\times A\to A} bilinearno preslikavanjem, kojeg zovemo množenjem algebre {\displaystyle (A,m)}. Ta algebra je asocijativna ako je {\displaystyle m} asocijativna operacija u običnom smislu, odnosno {\displaystyle m(m(a,b),c)=m(a,m(b,c))} vrijedi za sve {\displaystyle a,b,c\in A}. Neke druge važne klase neasocijativnih algebri su Liejeve algebre, Jordanove algebre, Leibnizove algebre.
Asocijativna {\displaystyle k}-algebra je unitalna (ili: s jedinicom) ako postoji element {\displaystyle 1_{A}\in A} takav da je {\displaystyle m(1_{A},a)=a=m(a,1_{A})}. Tada je automatski {\displaystyle A} prsten s jedinicom.
Ako su {\displaystyle M,N} dva {\displaystyle k}-modula, tada ih možemo promatrati kao centralne bimodule, pa je njihov tenzorski umnožak {\displaystyle M\otimes _{k}N} ponovno takav, dakle {\displaystyle k}-modul.
Kategorija {\displaystyle k}-modula ima strukturu (simetrične) monoidalne kategorije s tim tenzorskim umnoškom kao monoidalnim i gdje je {\displaystyle k} jedinični objekt. Poseban je slučaj tenzorskog umnoška kad je {\displaystyle A=M=N}. Tada je bilinearnost množenja {\displaystyle m:A\times A\to A} ekvivalentna uvjetu da se taj umnožak faktorizira kroz tenzorski umnožak, tj. postoji morfizam {\displaystyle k}-modula {\displaystyle m':A\otimes _{k}A\to A} takav da je {\displaystyle m=m'\circ \pi } gdje je {\displaystyle \pi :M\times N\to M\otimes _{k}N} kanonska projekcija (koja je dio definicije tenzorskog umnoška). Slično u unitalnom slučaju, element {\displaystyle 1_{A}} definira preslikavanje {\displaystyle \eta :k\to A,\eta :\lambda \mapsto \lambda \cdot 1_{A}}. Nije teško vidjeti da je {\displaystyle (A,m,1_{A})} unitalna asocijativna algebra onda i samo onda ako je {\displaystyle (A,m',\eta )} monoid u monoidalnoj kategoriji {\displaystyle k}-modula. Drugim riječima, {\displaystyle m:A\otimes A\to A} i {\displaystyle \eta :k\to A} zadovoljavaju svojstva {\displaystyle m\circ (m\otimes _{k}id_{A})=m\circ (id_{A}\otimes _{k}m)} i {\displaystyle m\circ (\eta \otimes _{k}id_{A})\cong id_{A}\cong m\circ (id_{A}\otimes _{k}\eta )} gdje {\displaystyle \cong } označava primjenu kanonskih izomorfizama {\displaystyle k\otimes _{k}A\cong A\cong A\otimes _{k}k} kao identifikacija. 
Ako je {\displaystyle k} komutativni prsten s jedinicom tada unitalnu asocijativnu {\displaystyle k}-algebrom možemo alternativno gledati i kao prsten {\displaystyle A} s jedinicom zajedno s homomorfizmom prstena {\displaystyle k\to A} čija slika je u centru algebre {\displaystyle A}. 
Morfizam (ne)asocijativnih {\displaystyle k}-algebri {\displaystyle f:(A,m_{A})\to (B,m_{B})} je morfizam {\displaystyle f:A\to B} pripadnih {\displaystyle k}-modula koji zadovoljava jednakost {\displaystyle f\otimes _{k}m_{A}=m_{B}\circ (f\otimes _{k}f)} i, u slučaju, unitalnih algebri {\displaystyle f\circ \eta _{A}=\eta _{B}}.
Važan primjer asocijativne algebre je tenzorska algebra {\displaystyle T(V)=\oplus _{n=0}^{\infty }V^{\otimes _{k}n}} gdje je {\displaystyle V^{\otimes _{k}n}=V\otimes _{k}V\otimes _{k}\ldots \otimes _{k}V}({\displaystyle k} puta) {\displaystyle k}-struki tenzorski umnožak {\displaystyle k}-modula {\displaystyle V} sa samim sobom (u slučaju {\displaystyle n=0} to je {\displaystyle k}), a umnožak je spajanje (konkatenacija) tenzorskih umnožaka, to jest jedinstveno bilinearno proširenje formule koja je na dekompozabilnim elementima dana sa 
{\displaystyle (v_{1}\otimes v_{2}\otimes \ldots \otimes v_{r},w_{1}\otimes w_{2}\otimes \ldots \otimes w_{s})\mapsto v_{1}\otimes v_{2}\otimes \ldots \otimes v_{r}\otimes w_{1}\otimes w_{2}\otimes \ldots \otimes w_{s}.}
Općenitije, ako je {\displaystyle A} asocijativna algebra, možemo na sličan način uvesti i tenzorsku algebru {\displaystyle T({}_{A}M_{A})} ma kojeg {\displaystyle A}-bimodula {\displaystyle {}_{A}M_{A}}. U posebnom slučaju, kad je {\displaystyle {}_{A}M_{A}={}_{A}A_{A}} ona je opremljena kanonskim morfizmom (zapravo ulaganjem) algebri {\displaystyle A\hookrightarrow T({}_{A}A_{A})}.
- https://ncatlab.org/nlab/show/associative+unital+algebra